# 梅珀爾車站
梅珀爾車站（荷蘭語：Station Meppel）是荷蘭德倫特省梅珀爾的一座鐵路車站。該車站於1867年10月1日啟用，位於阿納姆－呂伐登鐵路和梅珀爾－格羅寧根鐵路上。
現今的車站仍使用最初的建築，其外觀大致保存完好，不過在很長一段時間，車站外牆被漆為白色，直到2016年恢復了原來的黃褐色外牆。